# Abukir
Abukir o Abū Qīr, (en àrab أبو قير), és una ciutat situada en la costa mediterrània d'Egipte, 23 kilòmetres a l'est d'Alexandria i dins la governació d'Alexandria. El nom Abukir es pronuncia Abu(pausa)ir en dialecte local. Hi ha una antiga presó utilitzada per Muhammad Ali. A l'est de la ciutat hi havia l'antic braç canòpic del riu Nil.
Correspon a l'antiga Canop de l'antic Egipte les ruïnes de la qual són a uns 3 km al sud-est; hi ha també abundants restes egípcies, gregues i romanes. A la badia d'Abukir, una espaiosa badia enfront de la ciutat, allargant-se a l'est fins a la boca del delta, es va reunir la flota enviada de reforç des de Tars per protegir Egipte de la conquesta fatimita el 969. Un atac de pirates europeus s'hi hauria produït l'11 de juny de 1363, els quals es van emportar uns 60 habitants que foren venuts com esclaus a Sidó.
A la badia es va lliurar l'1 d'agost de 1798, entre la flota anglesa (dirigida per Horaci Nelson) i la flota otomana, l'anomenada batalla del Nil o batalla de la badia d'Abukir, en què la flota turca fou derrotada; el 25 de juliol de 1799 els britànics i els turcs (auxiliats per un cos expedicionari francès) es van enfrontar altre cop a Abukir i l'exèrcit otomà fou aniquilat (Batalla d'Abukir). El 8 de març de 1801 l'exèrcit anglès (manat per Sir Ralph Abercromby) va desembarcar a Abukir i es va trobar amb forta resistència francesa; finalment els francesos foren expulsats d'Egipte. Els anglesos i van establir una base el 1807, ja que disposava d'un bon moll i estava molt ben protegit de vents i corrents.
El llac d'Abukir fou un dels tres que es trobaven a la ruta entre Alexandria i Rosetta (Maryut, Abukir i Atku). La notícia més rellevant sobre el llac es troba a l'obra de Kalkashandi. S'hi pescava un peix anomenat buri que es menjava a Alexandria; hi vivien ocells rars; a les ribes hi havia salines que s'explotaven i la sal s'exportava; un dic separava el llac Maryut del d'Abukir. El 1887 el canal fou assecat i els terrenys dedicats al cultiu.